# Ibraima Baldé
Ibraima Fali Baldé (Bissau, 15 gennaio 1986) è un ex calciatore guineense, di ruolo attaccante.

## Carriera

### Club
Ha giocato nella massima serie portoghese e in quella rumena, e nelle serie minori dei campionati portoghese e rumeno.

### Nazionale
Tra il 2007 e il 2011 ha giocato due partite con la nazionale.

## Statistiche

### Cronologia presenze e reti in nazionale
| Cronologia completa delle presenze e delle reti in nazionale ― Guinea-Bissau | Cronologia completa delle presenze e delle reti in nazionale ― Guinea-Bissau | Cronologia completa delle presenze e delle reti in nazionale ― Guinea-Bissau | Cronologia completa delle presenze e delle reti in nazionale ― Guinea-Bissau | Cronologia completa delle presenze e delle reti in nazionale ― Guinea-Bissau | Cronologia completa delle presenze e delle reti in nazionale ― Guinea-Bissau | Cronologia completa delle presenze e delle reti in nazionale ― Guinea-Bissau | Cronologia completa delle presenze e delle reti in nazionale ― Guinea-Bissau |
| Data                                                                         | Città                                                                        | In casa                                                                      | Risultato                                                                    | Ospiti                                                                       | Competizione                                                                 | Reti                                                                         | Note                                                                         |
| ---------------------------------------------------------------------------- | ---------------------------------------------------------------------------- | ---------------------------------------------------------------------------- | ---------------------------------------------------------------------------- | ---------------------------------------------------------------------------- | ---------------------------------------------------------------------------- | ---------------------------------------------------------------------------- | ---------------------------------------------------------------------------- |
| 17-11-2007                                                                   | Bissau                                                                       | Guinea-Bissau                                                                | 0 – 0                                                                        | Sierra Leone                                                                 | Qual. Mondiali 2010                                                          | -                                                                            | 85’                                                                          |
| 10-8-2011                                                                    | Lisbona                                                                      | Guinea Equatoriale                                                           | 1 – 4                                                                        | Guinea-Bissau                                                                | Amichevole                                                                   | -                                                                            | ?’                                                                           |
| Totale                                                                       |                                                                              | Presenze                                                                     | 2                                                                            |                                                                              | Reti                                                                         | 0                                                                            |                                                                              |